# Aphra trivittata
Aphra trivittata là một loài bướm đêm thuộc phân họ Arctiinae, họ Erebidae.